# Canon
Pentru alte sensuri al cuvântului „canon”, vezi Canon (muzică), Canon (ficțiune), Canon biblic și Canonul Roman.
Canon Inc. este o corporație japoneză cu sediul la Tokyo listată la Tokyo Stock Exchange. Compania a fost fondată la data de 10 august 1937. Canon produce și comercializează produse optice, printre care camere foto și video, imprimante și copiatoare.
Între anii 1997 și 2006 compania a fost pe locurile doi sau trei în topul companiilor cu cele mai multe brevete anual în Statele Unite.
Câteva dintre cele mai cunoscute invenții Canon: aparatele foto IVSB – primele de pe piața din Statele Unite, copiatoarele personale, calculatoarele electronice cu 10 taste și primele aparate foto cu expunere automată SLR.
Număr de angajați în 2008: 23.429
Cifra de afaceri în 2007: 4.481,3 miliarde yeni (29,9 miliarde euro)
Venit net în 2007: 488,3 miliarde yeni (3 miliarde euro)